# Mehrzad Madanchi
Mehrzad Madanchi (in persiano: مهرزاد معدنچی; Shiraz, 10 gennaio 1985) è un ex calciatore iraniano, di ruolo centrocampista.

## Carriera nel club
L'attaccante ha iniziato la sua carriera da giocatore nel club Homa Shiraz che gioca nelle divisioni iraniane inferiori. Dopo aver impressionato nel club della serie inferiore Shiraz, ha guadagnato un trasferimento al Fajr Sepasi, uno dei primi due club di Shiraz (l'altro è Bargh Shiraz). È stato subito visto come un grande talento e ha continuato a giocare bene nella stagione 2004/2005. La veloce ala sinistra ha visto le sue prestazioni essere premiate con un trasferimento al club più popolare in Iran, Persepolis, nel luglio 2005.